# Cerebro y mindfulness
Cerebro y mindfulness es un libro que aborda la práctica y beneficios de la conciencia plena, escrito por el doctor en Medicina Daniel J. Siegel. Este libro divulgativo, publicado por Paidós en 2010, busca ayudar a los individuos a obtener el bienestar personal sintonizando con su presente. Para el facultativo, una vida interior rica es básica para alcanzar la felicidad.